# حزب كل الأوكرانيين
حزب كل الأوكرانيين (بالإنجليزية: Batkivshchyna)‏ هو حزب سياسي في أوكرانيا تقوده يوليا تيموشينكو 